# Ĉeĥa Esperanto-Junularo
La Ĉeĥa Esperanto-Junularo (letteralmente "Gioventù Esperantista Ceca"; anche nota in lingua ceca come Česká esperantská mládež) è un'associazione culturale giovanile attiva in Repubblica Ceca.
L'obiettivo della ĈEJ è raggruppare i giovani esperantofoni in Repubblica Ceca e promuovere presso l'opinione pubblica la lingua internazionale esperanto come mezzo vivace e funzionale di comunicazione interculturale fra gli uomini. L'associazione sostiene gli ideali della democrazia linguistica e della diversità culturale, e si batte contro razzismo e xenofobia.
Dal punto di vista internazionale, la ĈEJ è la sezione ceca della TEJO, l'Organizzazione Mondiale della Gioventù Esperantista, che come l'Associazione Universale Esperanto collabora con l'UNESCO.

## Storia
A partire dal 1952, quando il regime comunista sciolse l'organizzazione esperantista cecoslovacca, il movimento esperantista era rimasto attivo nel paese solo grazie all'attività di piccoli circoli locali. Un ruolo importante già allora fu svolto dalla gioventù esperantista, che istituì un incontro annuale (la Somera Esperanto-Tendaro) a Lančov e pubblicò i bollettini Junularo agu! ("Gioventù agisci!"), Tagiĝo ("Alba"), Fajrero! ("Scintilla!"). I personaggi principali del movimento esperantista giovanile di quegli anni furono, in Cecoslovacchia, Pavel Sittauer, Jan Werner, Drahomír Kočvara e Vlastimil Novobilský.
Il nuovo clima politico instauratosi in seguito ai drammatici accadimenti del 1968 (Primavera di Praga) permise, nel 1969, la rifondazione dell'associazione esperantista nazionale, in un primo momento solo nella parte ceca, sotto il nome di Ĉeĥa Esperanto-Asocio. L'associazione istituì una sezione giovanile, in cui si distinsero i personaggi di Ivo Železný, Mikuláš Nevan ed Aleš Nedomlel.
Fra gli anni 1970 e 1980 una nuova generazione di giovani iniziò ad organizzare seminari per attivisti; fra di loro si segnalano Marie Vančurová, Miroslav Malovec, Vladimír Škoda, Jan Navrátil, Jiří Tomeček, Pavla Dvořáková ed altri.
Dopo la rivoluzione di velluto del 1989-1990 si affacciarono sulla scena esperantista i personaggi di Lucie Karešová, Renata Beranová, Jana Burianová, Pavla Dvořáková, Vlaďka Chvátalová ed altri. Le ultime attività di questo gruppo ebbero fine nel 1998, dopo di che la sezione giovanile della ĈEA andò incontro ad una pausa delle proprie attività destinata a durare alcuni anni.

### La fondazione della ĈEJ
La Ĉeĥa Esperanto-Junularo venne ufficialmente fondata nel 2005 dagli studenti Marek Blahuš, Dagmar Chvátalová e Tomáš Břicháček, raccogliendo l'eredità di 50 anni di attivismo giovanile nel movimento esperantista ceco. Ne fanno parte membri ordinari, di età compresa fra 15 e 29 anni; collaboratori, la cui età è irrilevante; e membri onorari. Formalmente indipendente dalla Ĉeĥa Esperanto-Asocio, la ĈEJ intrattiene con quest'ultima particolari rapporti di collaborazione.